# Ilnica
Ilnica, česky také Ilnice (ukrajinsky І́льниця, maďarsky Ilonca) je obec v Iršavské městské komunitě v okrese Chust v Zakarpatské oblasti Ukrajiny. Ilnica je jednou z největších vesnic na Ukrajině, je zde 37 ulic. Leží v údolích říček Ilnička a Siňavka, na úpatí hory Bužora (1 086 m n. m.), v blízkosti ukrajinského národního parku Okouzlená země.
V roce 2001 zde žilo 8902 obyvatel.

## Historie
První písemná zmínka pochází z roku 1450. Do Trianonské smlouvy byla ves součástí Uherska, poté byla po názvem Ilnice součástí Československa; za první republiky zde byl obecní notariát a poštovní úřad.